# Campionat carioca

Campionat carioca / Rio de Janeiro

Primer trofeu del Campionat Carioca, atorgat als campions entre 1906 i 1919.

El Campionat Carioca, també conegut com a Campeonato Estadual do Rio de Janeiro, és la competició futbolística de l'estat de Rio de Janeiro.

## Història
L'augment de clubs i interès pel futbol a Rio a inicis de segle feu necessària la creació de les primeres competicions. El 8 de juny de 1905 es fundà la Liga Metropolitana de Football (LMF). El 1906 es disputà el primer campionat amb la participació de sis clubs: Fluminense, Botafogo, Bangu, Football and Athletic, Payssandu i Rio Cricket. America, tot ser un dels fundadors de la lliga no hi participà. Fluminense esdevingué primer campió de Rio de Janeiro.
El 1908, Fluminense, Botafogo, América, Paysandu, Rio Cricket i Riachuelo fundaren la Liga Metropolitana de Sports Athleticos (LMSA), que organitzà el campionat carioca aquell any. També fou guanyat pel Fluminense. El 1911, Botafogo abandonà la LMSA i fundà l'Associação de Football do Rio de Janeiro (AFRJ). La lliga es denominà Liga Barbante (que significa lliga forta), i el Botafogo era l'únic club important que hi prengué part. Finalment, la AFRJ fou incorporada a la LMSA el 1913.
El 1917, després d'algunes irregularitats, la LMSA fou reemplaçada per la Liga Metropolitana de Desportos Terrestres (LMDT). Fluminense guanyà el campionat aquell any. El 1924, es produí la primera divisió significativa amb la creació de l'Associação Metropolitana de Esportes Athleticos (AMEA) impulsada pels clubs aristocràtics, com el Fluminense i el Flamengo. Aquesta nova competició es regí sota criteris de discriminació racial i social, no deixant competir futbolistes negres i de classe baixa. El vencedor de l'AMEA fou el Fluminense, i el de la LMDT fou el Vasco da Gama. L'any següent l'AMEA renuncià els seus criteris i els principals clubs de la LMDT s'uniren a l'AMEA.
Fins al 1932 tots els clubs eren amateurs, encara que practicaven un amateurisme marró. El 1933, diferents clubs, entre ells els clubs grans excepte el Botafogo trenquen amb la "Confederaçao Brasileira do Desportos" i adoptaren el professionalisme, creant la "Liga Carioca de Futebol" (LCF), el 23 de gener de 1933. La CBD continuà reconeixent oficialment els campionats de l'AMEA. L'11 de desembre de 1934, Botafogo, Vasco da Gama, Bangu, São Cristóvão, Andaraí, Olaria, Carioca i Madureira funden la Federação Metropolitana de Desportos (FMD). Aquesta federació incorporà l'antiga AMEA. El 1937, amb l'adopció del professionalisme a tot el territori, es produí la fusió de la LCF i la FMD, sorgint la "Liga de Futebol de Rio de Janeiro" (LFRJ). El 1941 canvià el seu nom pel de Federação Metropolitana de Futebol (FMF).
El 12 d'abril de 1960, la ciutat de Brasília es convertí en capital del país. La Federação Metropolitana de Futebol canvià el seu nom per Federação Carioca de Futebol (FCF). América guanyà el campionat aquell any. L'any 1974, els estats de Rio de Janeiro i Guanabara es fusionaren. Uns anys més tard, el 29 de setembre de 1978, es fundà la Federação de Futebol do Estado do Rio de Janeiro (FERJ) en fusionar-se les federacions dels antics estats de Guanabara i Rio.
El 1979, es disputà un campionat carioca extra que va incloure els campions de l'antic estat de Guanabara que fins aleshores disputaven el campionat Fluminense. Aquest campionat extra fou conegut com a Primeiro Campeonato Estadual de Profissionais i fou guanyat pel Flamengo.
El 1996 es disputà la Taça Cidade Maravilhosa disputada només per clubs de la capital, Rio de Janeiro. La competició fou disputada per vuit clubs, América, Bangu, Botafogo, Flamengo, Fluminense, Madureira, Olaria i Vasco da Gama. Botafogo en fou el campió.

## Campions
Font:
| Temporada                                             | Campió                                    | Finalista                                 | Notes                                                        |
| Campionat del Districte Federal - amateur             | Campionat del Districte Federal - amateur | Campionat del Districte Federal - amateur | Campionat del Districte Federal - amateur                    |
| ----------------------------------------------------- | ----------------------------------------- | ----------------------------------------- | ------------------------------------------------------------ |
| 1906                                                  | Fluminense (1)                            | Paysandu                                  |                                                              |
| 1907                                                  | Fluminense (2) Botafogo (1)               | Paysandu                                  | Ambdós clubs foren declarats campions el 1996                |
| 1908                                                  | Fluminense (3)                            | Botafogo América                          |                                                              |
| 1909                                                  | Fluminense (4)                            | Botafogo                                  |                                                              |
| 1910                                                  | Botafogo (2)                              | Fluminense                                |                                                              |
| 1911                                                  | Fluminense (5)                            | América                                   |                                                              |
| 1912                                                  | Paysandu (1)                              | Flamengo                                  | Per la LMSA, Liga Metropolitana de Sports Athleticos         |
| 1912                                                  | Botafogo (3)                              | SC Americano                              | Per la AFRJ, Associação de Football do Rio de Janeiro        |
| 1913                                                  | America (1)                               | Flamengo                                  |                                                              |
| 1914                                                  | Flamengo (1)                              | Botafogo                                  |                                                              |
| 1915                                                  | Flamengo (2)                              | Fluminense                                |                                                              |
| 1916                                                  | America (2)                               | Botafogo                                  |                                                              |
| 1917                                                  | Fluminense (6)                            | América                                   |                                                              |
| 1918                                                  | Fluminense (7)                            | Botafogo                                  |                                                              |
| 1919                                                  | Fluminense (8)                            | Flamengo                                  |                                                              |
| 1920                                                  | Flamengo (3)                              | Fluminense                                |                                                              |
| 1921                                                  | Flamengo (4)                              | América                                   |                                                              |
| 1922                                                  | America (3)                               | Flamengo                                  |                                                              |
| 1923                                                  | Vasco da Gama (1)                         | Flamengo                                  |                                                              |
| 1924                                                  | Vasco da Gama (2)                         | Bonsucesso                                | Per la LMDT, Liga Metropolitana de Desportos Terrestres      |
| 1924                                                  | Fluminense (9)                            | Flamengo                                  | Per la AMEA, Associação Metropolitana de Esportes Athleticos |
| 1925                                                  | Flamengo (5)                              | Fluminense                                |                                                              |
| 1926                                                  | São Cristóvão (1)                         | Vasco da Gama                             |                                                              |
| 1927                                                  | Flamengo (6)                              | Fluminense                                |                                                              |
| 1928                                                  | America (4)                               | Vasco da Gama                             |                                                              |
| 1929                                                  | Vasco da Gama (3)                         | América                                   |                                                              |
| 1930                                                  | Botafogo (4)                              | Vasco da Gama                             |                                                              |
| 1931                                                  | America (5)                               | Vasco da Gama                             |                                                              |
| 1932                                                  | Botafogo (5)                              | Flamengo                                  |                                                              |
| Campionat del Districte Federal - professional        |                                           |                                           |                                                              |
| 1933                                                  | Botafogo (6)                              | Olaria                                    | Per la AMEA, Associação Metropolitana de Esportes Athleticos |
| 1933                                                  | Bangu (1)                                 | Fluminense                                | Per la LCF, Liga Carioca de Futebol                          |
| 1934                                                  | Botafogo (7)                              | Andarahy                                  | Per la AMEA, Associação Metropolitana de Esportes Athleticos |
| 1934                                                  | Vasco da Gama (4)                         | São Cristóvão                             | Per la LCF, Liga Carioca de Futebol                          |
| 1935                                                  | Botafogo (8)                              | Vasco da Gama                             | Per la FMD, Federação Metropolitana de Desportos             |
| 1935                                                  | America (6)                               | Fluminense                                | Per la LCF, Liga Carioca de Futebol                          |
| 1936                                                  | Vasco da Gama (5)                         | Madureira                                 | Per la FMD, Federação Metropolitana de Desportos             |
| 1936                                                  | Fluminense (10)                           | Flamengo                                  | Per la LCF, Liga Carioca de Futebol                          |
| 1937                                                  | São Cristóvão (2)                         | Madureira                                 | Per la FMD, Federação Metropolitana de Desportos             |
| 1937                                                  | Fluminense (11)                           | Flamengo                                  | Per la LCF, Liga Carioca de Futebol                          |
| 1938                                                  | Fluminense (12)                           | Flamengo                                  |                                                              |
| 1939                                                  | Flamengo (7)                              | Vasco da Gama                             |                                                              |
| 1940                                                  | Fluminense (13)                           | Flamengo                                  |                                                              |
| 1941                                                  | Fluminense (14)                           | Flamengo                                  |                                                              |
| 1942                                                  | Flamengo (8)                              | Botafogo                                  |                                                              |
| 1943                                                  | Flamengo (9)                              | Fluminense                                |                                                              |
| 1944                                                  | Flamengo (10)                             | Vasco da Gama                             |                                                              |
| 1945                                                  | Vasco da Gama (6)                         | Botafogo                                  |                                                              |
| 1946                                                  | Fluminense (15)                           | Botafogo                                  |                                                              |
| 1947                                                  | Vasco da Gama (7)                         | Botafogo                                  |                                                              |
| 1948                                                  | Botafogo (9)                              | Vasco da Gama                             |                                                              |
| 1949                                                  | Vasco da Gama (8)                         | Fluminense                                |                                                              |
| 1950                                                  | Vasco da Gama (9)                         | América                                   |                                                              |
| 1951                                                  | Fluminense (16)                           | Bangu                                     |                                                              |
| 1952                                                  | Vasco da Gama (10)                        | Flamengo                                  |                                                              |
| 1953                                                  | Flamengo (11)                             | Fluminense                                |                                                              |
| 1954                                                  | Flamengo (12)                             | América                                   |                                                              |
| 1955                                                  | Flamengo (13)                             | América                                   |                                                              |
| 1956                                                  | Vasco da Gama (11)                        | Fluminense                                |                                                              |
| 1957                                                  | Botafogo (10)                             | Fluminense                                |                                                              |
| 1958                                                  | Vasco da Gama (12)                        | Flamengo                                  |                                                              |
| 1959                                                  | Fluminense (17)                           | Botafogo                                  |                                                              |
| Campionat de l'Estat de Guanabara - professional      |                                           |                                           |                                                              |
| 1960                                                  | America (7)                               | Fluminense                                |                                                              |
| 1961                                                  | Botafogo (11)                             | Flamengo                                  |                                                              |
| 1962                                                  | Botafogo (12)                             | Flamengo                                  |                                                              |
| 1963                                                  | Flamengo (14)                             | Fluminense                                |                                                              |
| 1964                                                  | Fluminense (18)                           | Bangu                                     |                                                              |
| 1965                                                  | Flamengo (15)                             | Bangu                                     |                                                              |
| 1966                                                  | Bangu (2)                                 | Flamengo                                  |                                                              |
| 1967                                                  | Botafogo (13)                             | Bangu                                     |                                                              |
| 1968                                                  | Botafogo (14)                             | Vasco da Gama                             |                                                              |
| 1969                                                  | Fluminense (19)                           | Botafogo                                  |                                                              |
| 1970                                                  | Vasco da Gama (13)                        | Fluminense                                |                                                              |
| 1971                                                  | Fluminense (20)                           | Botafogo                                  |                                                              |
| 1972                                                  | Flamengo (16)                             | Fluminense                                |                                                              |
| 1973                                                  | Fluminense (21)                           | Vasco da Gama                             |                                                              |
| 1974                                                  | Flamengo (17)                             | Vasco da Gama                             |                                                              |
| 1975                                                  | Fluminense (22)                           | Botafogo Vasco da Gama                    |                                                              |
| 1976                                                  | Fluminense (23)                           | Vasco da Gama                             |                                                              |
| 1977                                                  | Vasco da Gama (14)                        | Flamengo                                  |                                                              |
| 1978                                                  | Flamengo (18)                             | Vasco da Gama                             |                                                              |
| Campionat de l'Estat de Rio de Janeiro - professional |                                           |                                           |                                                              |
| 1979                                                  | Flamengo (19)                             | Fluminense                                |                                                              |
| 1979                                                  | Flamengo (20)                             | Vasco da Gama                             | Torneig extra. Fusió amb el campionat fluminense.            |
| 1980                                                  | Fluminense (24)                           | Vasco da Gama                             |                                                              |
| 1981                                                  | Flamengo (21)                             | Vasco da Gama                             |                                                              |
| 1982                                                  | Vasco da Gama (15)                        | Flamengo                                  |                                                              |
| 1983                                                  | Fluminense (25)                           | Flamengo                                  |                                                              |
| 1984                                                  | Fluminense (26)                           | Flamengo                                  |                                                              |
| 1985                                                  | Fluminense (27)                           | Bangu                                     |                                                              |
| 1986                                                  | Flamengo (22)                             | Vasco da Gama                             |                                                              |
| 1987                                                  | Vasco da Gama (16)                        | Flamengo                                  |                                                              |
| 1988                                                  | Vasco da Gama (17)                        | Flamengo                                  |                                                              |
| 1989                                                  | Botafogo (15)                             | Flamengo                                  |                                                              |
| 1990                                                  | Botafogo (16)                             | Vasco da Gama                             |                                                              |
| 1991                                                  | Flamengo (23)                             | Fluminense                                |                                                              |
| 1992                                                  | Vasco da Gama (18)                        | Flamengo                                  |                                                              |
| 1993                                                  | Vasco da Gama (19)                        | Fluminense                                |                                                              |
| 1994                                                  | Vasco da Gama (20)                        | Flamengo                                  |                                                              |
| 1995                                                  | Fluminense (28)                           | Flamengo                                  |                                                              |
| 1996                                                  | Flamengo (24)                             | Vasco da Gama                             |                                                              |
| 1997                                                  | Botafogo (17)                             | Vasco da Gama                             |                                                              |
| 1998                                                  | Vasco da Gama (21)                        | Flamengo                                  |                                                              |
| 1999                                                  | Flamengo (25)                             | Vasco da Gama                             |                                                              |
| 2000                                                  | Flamengo (26)                             | Vasco da Gama                             |                                                              |
| 2001                                                  | Flamengo (27)                             | Vasco da Gama                             |                                                              |
| 2002                                                  | Fluminense (29)                           | Americano FC                              | Romangué sub judice fins al 14 d'abril de 2009               |
| 2003                                                  | Vasco da Gama (22)                        | Fluminense                                |                                                              |
| 2004                                                  | Flamengo (28)                             | Vasco da Gama                             |                                                              |
| 2005                                                  | Fluminense (30)                           | Volta Redonda                             |                                                              |
| 2006                                                  | Botafogo (18)                             | Madureira                                 |                                                              |
| 2007                                                  | Flamengo (29)                             | Botafogo                                  |                                                              |
| 2008                                                  | Flamengo (30)                             | Botafogo                                  |                                                              |
| 2009                                                  | Flamengo (31)                             | Botafogo                                  |                                                              |
| 2010                                                  | Botafogo (19)                             | Flamengo                                  |                                                              |
| 2011                                                  | Flamengo (32)                             | Fluminense                                |                                                              |
| 2012                                                  | Fluminense (31)                           | Botafogo                                  |                                                              |
| 2013                                                  | Botafogo (20)                             | Flamengo                                  |                                                              |
| 2014                                                  | Flamengo (33)                             | Vasco da Gama                             |                                                              |
| 2015                                                  | Vasco da Gama (23)                        | Botafogo                                  |                                                              |
| 2016                                                  | Vasco da Gama (24)                        | Botafogo                                  |                                                              |
| 2017                                                  | Flamengo (34)                             | Fluminense                                |                                                              |
| 2018                                                  | Botafogo (21)                             | Vasco da Gama                             |                                                              |
| 2019                                                  | Flamengo (35)                             | Vasco da Gama                             |                                                              |
| 2020                                                  | Flamengo (36)                             | Fluminense                                |                                                              |
| 2021                                                  | Flamengo (37)                             | Fluminense                                |                                                              |
| 2022                                                  | Fluminense (32)                           | Flamengo                                  |                                                              |
| 2023                                                  | Fluminense (33)                           | Flamengo                                  |                                                              |
| 2024                                                  | Flamengo (38)                             | Nova Iguaçu                               |                                                              |
| 2025                                                  | Flamengo (39)                             | Fluminense                                |                                                              |

1. 1 2  El campionat de l'AMEA fou amateur.
2. ↑  L'any 1979 es fusionaren els estats de Guanabara i Rio de Janeiro, i, com a conseqüència, els campionats carioca i fluminense també es fusionaren.

## Títols per equip
- Clube de Regatas do Flamengo 39 títols
- Fluminense Football Club 33 títols
- Club de Regatas Vasco da Gama 24 títols
- Botafogo de Futebol e Regatas 21 títols
- America Football Club 7 títols
- Bangu Atlético Clube 2 títols
- São Cristóvão de Futebol e Regatas 2 títols
- Paysandu Cricket Club 1 títol

## Campions de la LMDT (1925-1932)
Entre el 1925 i el 1932, la LMDT (Liga Metropolitana de Desportos Terrestres) subsistí tot i la participació d'equips menors. Els campions foren:
- 1925: Engenho de Dentro Athletico Clube
- 1926: Modesto Football Club
- 1927: Modesto Football Club
- 1928: Sport Club América
- 1929: Sport Club América
- 1930: Grêmio Sportivo Santa Cruz
- 1931: Oriente Athletico Clube
- 1932: Sport Club Boa Vista